# Brad Cooper (Admiral)

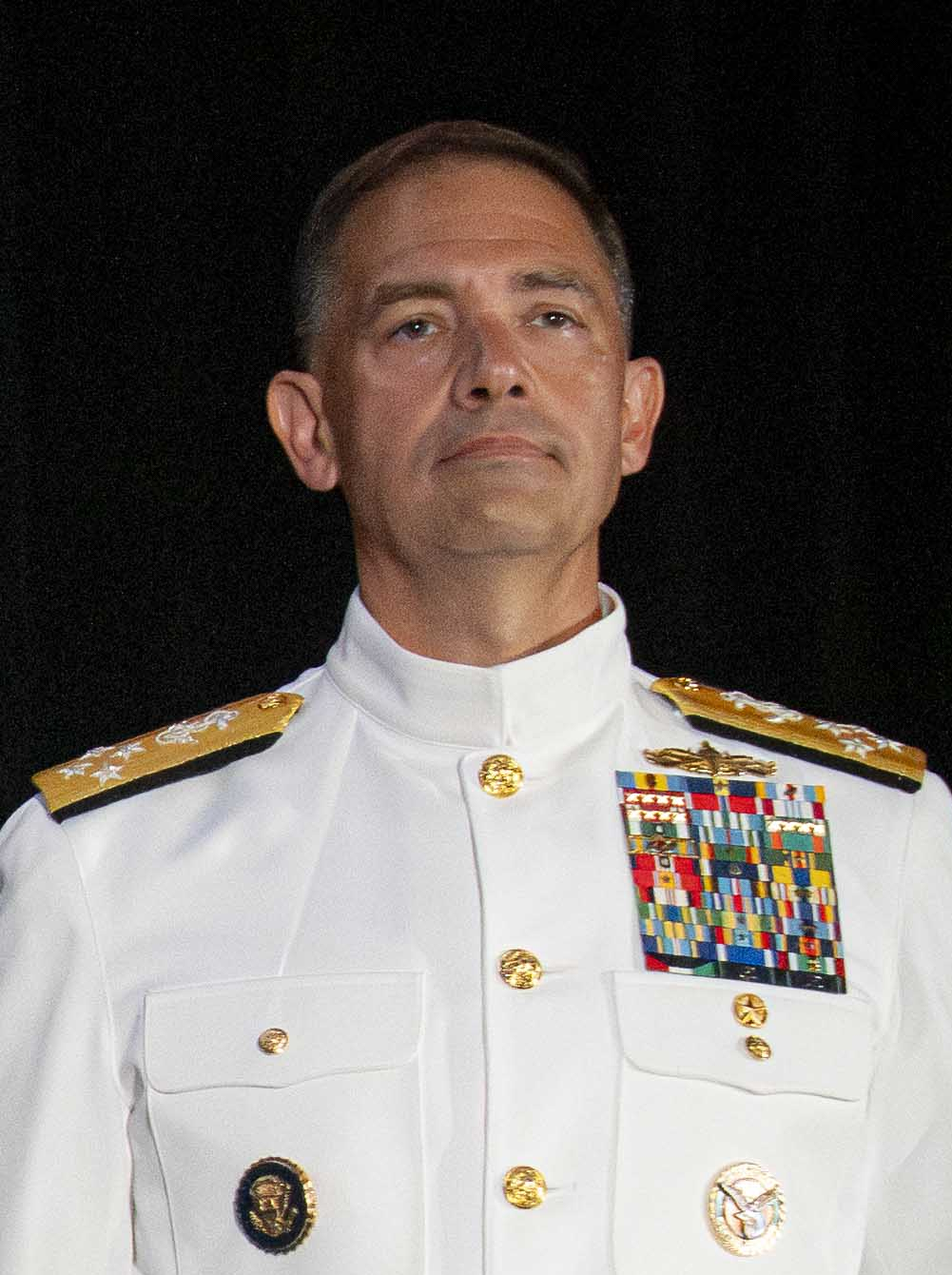
Charles Brad Cooper II (2025)

Charles Bradford „Brad“ Cooper II (* 1967 in Winston-Salem, North Carolina) ist ein Admiral der United States Navy. Seit August 2025 dient er als Kommandeur des United States Central Command (CENTCOM). Zuvor war er Kommandeur des United States Naval Forces Central Command, der United States Fifth Fleet und der Combined Maritime Forces von 2021 bis 2024.

## Frühes Leben und Ausbildung
Cooper wurde 1967 in Winston-Salem, North Carolina, geboren. Er ist der Sohn eines Berufsoffiziers der United States Army. 1989 schloss er sein Studium an der United States Naval Academy mit einem Bachelor of Science in Wirtschaftswissenschaften ab. Später erwarb er einen Master-Abschluss in Strategic Intelligence an der National Intelligence University und absolvierte Studien in nationaler Sicherheitspolitik und internationalen Beziehungen an der Harvard University und der Tufts University. Zudem ist er Absolvent des Command and General Staff College.

## Militärische Laufbahn
Als Karriereoffizier der Überwasserkriegsführung diente Cooper auf Lenkwaffenkreuzern, Zerstörern, Flugzeugträgern und amphibischen Angriffsschiffen. Zu seinen Schiffskommandos gehörten die USS Russell und die USS Gettysburg. Er war in verschiedenen Einsatzgebieten tätig, darunter der Zweite Golfkrieg, Operation Deny Flight und der Krieg in Afghanistan.
An Land hatte er verschiedene Führungspositionen inne, darunter als Chief of Legislative Affairs der Navy und als Direktor der Personalabteilung des Pentagon für die Zuweisung von Offizieren der Überwasserkriegsführung (Pers-41). Er diente auch in verschiedenen Funktionen im Weißen Haus, im Büro des Verteidigungsministers, im United States Africa Command und im Hauptquartier der United States Pacific Fleet.
Als Flaggoffizier kommandierte er die Naval Surface Force Atlantic, die Expeditionary Strike Group 7 in Okinawa, Japan, und die United States Naval Forces Korea. Während seiner Zeit in Korea wurde seine Einheit mit der Presidential Unit Citation der Republik Korea ausgezeichnet – der ersten solchen Auszeichnung für eine Navy-Einheit seit dem Koreakrieg.
Von Mai 2021 bis Februar 2024 diente Cooper als Kommandeur der United States Naval Forces Central Command, der United States Fifth Fleet und der Combined Maritime Forces mit Sitz in Bahrain. In dieser Rolle leitete er bedeutende maritime Operationen, darunter die Einrichtung der ersten Task Force der Navy für unbemannte Systeme und künstliche Intelligenz sowie Operationen gegen die Huthi-Rebellen im Jemen.
Im Februar 2024 wurde er zum stellvertretenden Kommandeur des United States Central Command ernannt. Im Juni 2025 nominierte Präsident Donald Trump ihn für die Position des Kommandeurs von CENTCOM, was ihn zum zweiten Navy-Admiral machen würde, der dieses Kommando übernimmt, am 29. Juni 2025 wurde die Nominierung vom Senat der Vereinigten Staaten bestätigt.

## Persönliches
Cooper ist mit Susan Cooper verheiratet, einer Sprachtherapeutin, die er in der High School kennenlernte. Das Paar hat zwei Kinder.